# کارتیکیا (فیلم)
کارتیکیا (انگلیسی: Karthikeya) فیلم معمایی دلهره‌آور هندی تلوگو-زبان، محصول سال ۲۰۱۴ است که کارگردانی و نویسندگی آن را چاندو موندتی انجام داده‌است. نقش‌های بااهمیت را نیخیل سیدارتا، سواتی ردی، تانیکلا بهارانی، رائو رامش و جایاپراکاش بازی کرده‌اند.
حادثه ای که در معبد تالوپولاما (Talupulamma)، منطقه کاکینادا، آندرا پرادش اتفاق افتاد الهام بخش چاندو موندتی برای نوشتن داستان این فیلم بود. فیلمبرداری اصلی در روز ۵ ژوئیه ۲۰۱۳ شروع شد و تا روز ۲۱ فوریه ۲۰۱۴ ادامه یافت. بعد از اینکه چند مرتبه نمایش فیلم به تعویق افتاد، فیلم در روز ۲۴ اکتبر ۲۰۱۴ در هنگام جشن دیوالی اکران شد که نظرات مثبت منتقدان را در پی داشت، با بودجه ساخت فیلم که بالغ بر ۴–۶ کرور روپیه بود به فروشی بالغ بر ۲۰ کرور روپیه دست یافت.